# خوسيه رويز (لاعب محترف لكرة القاعدة)
خوسيه رويز (بالإسبانية: José Ruiz)‏ هو لاعب محترف لكرة القاعدة ‏ فنزويلي، ولد في 21 أكتوبر 1994 في غواكارا ‏ في فنزويلا.

## وصلات خارجية
- خوسيه رويز على موقع دوري كرة القاعدة الرئيسي (الإنجليزية)
- خوسيه رويز على موقعبيزبول رفرنس.كوم (الدوري الرئيسي) (الإنجليزية)
- خوسيه رويز على موقعبيزبول رفرنس.كوم (الدوري الثانوي) (الإنجليزية)
- خوسيه رويز على موقع إي إس بي إن.كوم (أم.أل.بي) (الإنجليزية)
- خوسيه رويز على موقع مشجعي الرسوم البيانية (الإنجليزية)